# Oreoglanis colurus
Oreoglanis colurus är en fiskart som beskrevs av Vidthayanon, Saenjundaeng och Ng 2009. Oreoglanis colurus ingår i släktet Oreoglanis och familjen Sisoridae. IUCN kategoriserar arten globalt som otillräckligt studerad. Inga underarter finns listade i Catalogue of Life.